# Vina Mazumdar
Pour les articles homonymes, voir Mazumdar.
Vina Mazumdar, née Vina Majumdar le 28 mars 1927 à Calcutta en Inde et morte le 30 mai 2013 à New Delhi, est une universitaire indienne, militante de gauche et féministe.
Pionnière des études sur les femmes en Inde, elle est une figure de proue du mouvement des femmes indiennes. Elle est l'une des premières femmes universitaires à combiner le militantisme et la recherche universitaire sur les études féminines. Elle devient la secrétaire du premier Comité sur la condition de la femme en Inde qui publie le premier rapport sur la condition de la femme dans le pays, Towards Equality (1974).
Elle est la fondatrice du Centre d'études pour le développement des femmes (Center for Women's Development Studies, CWDS), une organisation autonome créée en 1980 sous l'égide du Conseil indien de la recherche en sciences sociales (ICSSR). Elle dirige cet organisme et y est professeure nationale de recherche à Delhi.

## Biographie

### Jeunesse, formation
Vina Majumdar est issue d'une famille bengalie de la classe moyenne de Calcutta. Elles est la plus jeune de cinq enfants, trois garçons et deux filles. Son père, Prakash Majumdar, était ingénieur. Son oncle était l'historien renommé RC Majumdar (1888–1980).
Elle effectue sa scolarité à l'école secondaire supérieure diocésaine pour filles de St.John's, à Calcutta, puis elle étudie au Women's College, à l'université hindoue de Bénarès, puis à l'Asutosh College, à l'université de Calcutta, où elle devient secrétaire de l'Ashutosh College Girls Student Union. Au collège, elle organise une réunion avec le soutien du Comité Rama Rao qui recommande d'élargir les droits d'héritage des filles grâce à une réforme cruciale du droit hindou. En 1947, juste après l'indépendance, elle va au St Hugh's College d'Oxford, où elle a obtient son diplôme en 1951. Elle retourne ensuite à l'université d'Oxford en 1960 et y obtient un Philosophiæ doctor en 1962.

### Carrière
Vina Majumdar (Vina Mazumdar à partir de 1952) commence sa carrière en tant que chargée de cours en sciences politiques à l'université de Patna en 1951, devenant rapidement la première secrétaire de l'Association des professeurs de l'université de Patna. Plus tard, elle enseigne à l'université de Berhampur, où elle est nommée sur la recommandation du professeur Bidhu Bhusan Das, son amie de l'université d'Oxford, qui était alors directrice de l'instruction publique, Odisha. Par la suite, elle rejoint le Secrétariat de la Commission des subventions universitaires à New Delhi en tant que responsable de l'éducation et elle devient membre de l'Institut indien des études avancées, Shimla, pour le projet de recherche "University Education and Social Change in India (avril 1970 - déc. 1970).
Elle est membre et secrétaire du Comité de la condition de la femme en Inde (1971-1974). Ce comité, nommé par le gouvernement indien en 1971, est reconstitué en 1973 avec elle, candidate tardive, en tant que secrétaire membre.
Le rapport de ce Comité, Vers l’égalité, met en évidence l’augmentation de la pauvreté chez les femmes lors de la transition de la société agraire à la société industrielle, ainsi que la baisse du sex-ratio en Inde. Ce rapport devient un tournant dans les études féminines et le mouvement des femmes en Inde,.
Plus tard, Vina Mazumdar devient la directrice du programme d'études des femmes au Conseil indien de recherche en sciences sociales de 1975 à 1980,. Elle aide à organiser une réunion pour soutenir les recommandations du Comité Rama Rao sur la réforme du droit hindou pour élargir les droits d'héritage des filles.
En 1980, Vina Mazumdar cofonde le Centre d'études pour le développement des femmes (Center for Women's Development Studies, CWDS) à New Delhi ; elle en est la fondatrice-directrice de 1980 jusqu'à sa retraite en 1991. Le CWDS lance le concept de « recherche-action » en organisant des paysannes sans terre dans le district de Bankura au Bengale occidental. Il devient rapidement une institution influente qui a un impact sur le cours des études féminines en Inde.
Tout au long de sa carrière, Vina Mazumdar s'est retrouvée à la fois du côté universitaire et du côté militant des études sur les femmes, qu'elle appelait le « mouvement des études des femmes ». Elle est également membre fondatrice de l'Association indienne des études sur les femmes (IAWS), fondée en 1982. Par la suite, elle est Senior Fellow au CWDS et JP Naik National Fellow, ICSSR pendant deux ans. De 1996 à 2005, elle est la présidente du Centre for Women's Development Studies, à New Delhi.
Elle a publié ses mémoires, Memories of a Rolling Stone en 2010, qui ont suscité de nombreuses recensions.

### Vie privée, décès
Vina Mazumdar épouse en 1952 le musicien Shankar Mazumdar, qu'elle a rencontré alors qu'elle travaillait à Patna. Lors de son mariage, elle a changé l'orthographe du nom de famille de Majumdar (son nom de jeune fille) en Mazumdar (son nom matrimonial). Le couple a eu quatre enfants - trois filles et un fils. L'une des filles est l'ancienne épouse de Sitaram Yechuri, chef du Parti communiste indien (marxiste).
Vina Mazumdar meurt dans un hôpital de Delhi le 30 mai 2013, après une brève maladie à l'âge de 86 ans.

## Œuvres
- Education and social change: trois études sur l'Inde du XIXe siècle, Institut indien d'études avancées, 1972.
- Rôle des femmes rurales dans le développement, Université du Sussex, Institut d'études du développement, Allied Publishers, 1978.
- Symboles de pouvoir: études sur le statut politique des femmes en Inde, Alliés, 1979.
- Femmes et transformation rurale: deux études avec Rekha Mehra, Kunjulekshmi Saradamoni, ICSSR, Centre d'études sur le développement des femmes, Pub. Concept, 1983.
- L'émergence de la question des femmes en Inde et le rôle des études féminines, Centre d'études sur le développement des femmes, 1985.
- Commission des industries de Khadi et du village, Centre d'études sur le développement des femmes, 1988.
- Les paysannes s'organisent pour l'autonomisation: l'expérience de Bankura, Centre d'études sur le développement des femmes, 1989.
- Les travailleuses en Inde: études sur l'emploi et le statut, avec Leela Kasturi, Sulabha Brahme, Renana Jhabvala, ICSSR, Publications Chanakya, 1990  (ISBN 978-81-70010-73-9).
- Mesures législatives et orientations politiques pour l'amélioration du sort des agricultrices, avec Kumud Sarma, Lotika Sarkar, Conseil indien de la recherche agricole.
- Les femmes et le nationalisme indien, avec Leela Kasturi. Vikas Pub. Maison, 1994  (ISBN 978-81-70010-73-9).
- Changement des termes du discours politique: le mouvement des femmes en Inde, des années 1970 à 1990, avec Indu Agnihotri. Hebdo économique et politique, vol. XXX n ° 29, 4 mars 1995.
- Idéologie politique de l'engagement du mouvement des femmes avec la loi, Centre d'études sur le développement des femmes, 2000.
- Face à face avec les femmes rurales : la recherche du CWDS de nouvelles connaissances et d'un rôle interventionniste, Centre d'études sur le développement des femmes, 2002.
- L'esprit et le médium, Explorations de l'évolution de la politique impériale britannique en Inde, recueil de trois essais, 2010  (ISBN 978-81-88789-64-1).
- Souvenirs d'un Rolling Stone, Zubaan, 2010  (ISBN 978-81-89884-52-9).